# Xamia xami
Xamia xami är en fjärilsart som beskrevs av Tryon Reakirt 1866. Xamia xami ingår i släktet Xamia och familjen juvelvingar. Inga underarter finns listade i Catalogue of Life.